# Chiesa di Sant'Egidio (Bologna)
La chiesa di Sant'Egidio è una chiesa parrocchiale della primissima periferia di Bologna, ubicata fuori porta San Donato, nell'omonimo quartiere.

## Storia
Non vi sono notizie certe sul periodo esatto in cui è stata edificata la chiesa. Plausibile è il periodo che va dal 1129 sino al 1162, anno in cui viene citata per la prima volta. I canonici della cattedrale di Bologna, primi proprietari dell'edificio, concedono in locazione la parrocchia nel 1260 e, nel 1262, il primo sacerdote residente nella parrocchia, don Nascimbene, concede l'uso della chiesa a un ordine religioso femminile.

## Descrizione
L'edificio è posto lungo via san Donato, in una zona limitrofa al luogo in cui sorgeva la cerchia muraria cittadina. L'interno è a tre navate con affreschi in stile tardo ottocenteschi, e un grande dipinto di Cesarino Vincenzi,  mentre la facciata è stata rifatta nel settecento dal Venturoli.
A lato della chiesa si eleva il campanile, col quadrante dell'orologio, su cui si trova un modesto concerto di 4 campane della fonderia Broili di Udine, completamente elettrificato.